# Обюссон (виконтство)
Виконтство Обюссон (vicomté d’Aubusson) — феодальное княжество в средневековой Франции.
Вероятно, существовало с конца IX века. Располагалось в исторической области Марш по берегам реки Крёз и получила своё название от города Обюссон. Его территория составляла приблизительно половину современного одноименного аррондисмана.
В 1262 году бездетный Рено VII (Raynaud VII d’Aubusson) продал виконтство графу Марша Гуго XII де Лузиньяну.
Список правителей:
- Роберт (ум. после 950), впервые упоминается в документе 924 года.
- Ранульф I, упоминается в 934 г.
- Роберт, сын Ранульфа I. Упоминается в документе 950 г., по его тексту не может быть идентичен вышеназванному Роберту.
- Рено I, брат и соправитель Роберта. Упоминается в 935, 943/48 и 959 годах.
- Роберт, упоминается в 975 г.
- Ранульф II Кабриделлус (погиб в бою до 18 ноября 1031), претендент на виконтство Тюренн.
- Рено II (ум. после 1048), сын Ранульфа II.
- Ранульф III (ум. 1060), брат.
- Рено III, сын.
- Ранульф IV (ум. до 1100), сын.
- Гильом I (ум. 1123 или позже), сын.
- Рено IV (ум. 1150), сын.
- Рено V Прокажённый (ум. после 1185), сын.
- Ги I (ум. 1190 или после), сын.
- Рено VI (ок. 1185 — до 1249), сын.
- Ги II, сын и соправитель Рено VI
- Рено VII (ум. после 1280), сын Ги II. В 1262 году продал виконтство Обюссон графу Марша Гуго XII де Лузиньяну.